# 声明
声明（しょうみょう、梵: śabda-vidyā）とは、古代インドにおける五つの学科のひとつで、サンスクリットなどの音韻論・文法学を指す。
転じて、仏典に節をつけた仏教音楽を指す。日本では、梵唄（ぼんばい）・梵匿（ぼんのく）・魚山（ぎょざん）ともいう。本項ではこの仏教音楽について主に記述する。

## インドの声明
古代インドの学問分野（五明・ごみょう）の一つ。五明とは、声明（音韻論・文法学）・工巧明（工芸・技術論）・医方明（医学）・因明（論理学）・内明（自己の宗旨の学問、仏教者の場合は仏教学）の5種類の学問分野を指す。

## 中国の声明
中国で仏教声楽を指した言葉として「梵唄」という語が用いられた。梵唄の成立の詳細は不明ではあるが、『法苑珠林』などの記述から魏の曹植に始まるというのが通説となっている。
インドから仏教とともに仏教声楽ももたらされた。中国とインドでは言語も音楽文化もまったく異なるために、そのままの形で受容されることはなかったが、仏典を基にした歌詞や、梵語の音韻を活かした朗々とした音声など、漢語の声調を基調とした梵唄として発展を遂げた。梁代に書かれた『高僧伝』には、経師と呼ばれる経文の読唱に長じ、梵唄を作曲する声楽専門の僧が名を連ねている。

## 日本の声明
日本の声明は陰陽五行説に基づいた中国の音楽理論が基礎となっている。声明は宮・商・角・徵・羽という5音からなり、呂・律・中曲と呼ばれる音階、旋律に関する3つの概念に則ってパターン化されている。これらの概念は天台、真言など流派によって解釈が多少異なる。
儀礼の場において、呂曲、律曲は四箇法要や二箇法要などの場を飾るための曲として使われ、呂曲のほうが相対的に重要な地位を占めている。中曲は日本独自の様式であり、儀礼と儀礼の間をつなぐ、本尊に願いを伝えるなど、儀礼を進行させるための実用的な機能を持つ。現存する日本語歌詞の声明のほとんどは中曲に属する。

### 歴史
752年（天平勝宝4年）に東大寺大仏開眼法要のときに声明（四箇法要）を営んだ記録があり、奈良時代には声明が盛んにおこなわれていたと考えられる。
平安時代初期に最澄・空海がそれぞれ声明を伝えて、天台声明・真言声明の基となった。天台宗・真言宗以外の仏教宗派にも、各宗独自の声明があり、現在も継承されている。源氏物語の中に度々出てくる法要の場でも、比叡山の僧たちによって天台声明が演奏されていた。
平安時代に中国から入ってきた実践的な仏教声楽は梵唄と呼ばれていた。また、インドの声明にあたる悉曇学という梵字の文法や音韻を研究する学問が盛んとなった。やがて、悉曇学と経典の読謡を合わせたものを声明と呼ぶようになり、中世以後には経典の読謡の部分のみを指して声明と称するようになった。
声明は口伝（くでん）で伝えるため、現在の音楽理論でいうところの楽譜に相当するものが当初はなかった。そのため、伝授は困難を極めた。後世になってから楽譜にあたる墨譜（ぼくふ）、博士（はかせ）が考案された。なお、各流派により博士などの専門用語には違いがある。
しかし博士はあくまでも唱えるための参考であり、声明を正式に習得しようとすれば、口伝（「ロイ」とも言う。指導者による面授。）が必要不可欠であり、面授によらなければ、師から弟子への流派の維持・継承は出来ない。そのために指導者・後継者の育成が必須であった。
中世以前の声明は一般の日本人のみならず、僧侶にとってもその内容は理解し難いものだった。そのため、日本語の歌詞によるわかり易い声明が求められるようになり、講式という形式の声明が成立した。講式は既存の声明の約束事とは逸脱した音組織で成り立っていたため、新たな記譜方式を考案するに至った。講式は平曲・謡曲など邦楽の発展に大きな影響を及ぼした。
戦乱や明治期の廃仏毀釈により、寺院が荒廃した。それにともない、僧侶が離散するなど、さまざまな条件が重なって、多くの流派が廃絶した。

### 流派

#### 天台声明
天台声明は最澄が伝えたものが基礎となり、独自の展開をした。最澄以後は、円仁・安然が興隆させた。後に融通念仏の祖となる良忍が中興の祖として知られる。1109年（天仁2年）に、良忍は、京都・大原に来迎院を建立した。大原の来迎院の山号を、中国の声明発祥の地・魚山（ぎょさん）に擬して、魚山と呼称された。やがて、来迎院・勝林院の2ヶ寺を大原流魚山声明の道場として知られるようになった。また、後に寂源が一派をなして、大原には2派の系統の声明があった。のちに宗快が大原声明を再興するに至った。
湛智が新しい音楽理論に基づいた流れを構築した。以降、天台声明の中枢をなし、現在の天台声明に継承されている。融通念仏宗、浄土宗、浄土真宗の声明は、天台声明の系統である。
大原魚山声明研究会
明治以降に、魚山声明正統の復興・伝承に尽力した大原魚山声明研究会主宰者の故天納傳中實光院住職は、1998年にチェコではじめて天台声明を紹介し、同時にプラハ・グレゴリオ聖歌隊との協力を薦めた。主宰者を失った大原魚山声明研究会の解散後、「魚山流天台声明研究會」が、故天納傳中大僧正直伝の声明を伝える天台宗僧侶たちによって、新たに発足された。
魚山流天台声明研究會は「一人一切人一切人一人（=一人は全員のために全員は一人のために）」をスローガンとする「天台声明」を歌い継いでいる無伴奏男性ユニゾンとして、ヨーロッパでＣＤ『遙声（ようせい）』を発売、デビューを果たした。

#### 真言声明
真言声明は空海が伝えたものが基礎となり、現在に至っている。声明が体系化されてきたのは真雅以降である。寛朝はなかでも中興の祖ともいえる。声明の作曲・整備につとめた。

##### 四派
鎌倉時代までは多くの流派があったが、覚性法親王により、本相応院流・新相応院流・醍醐流・中川大進流の4派にまとめられた。このうち中川大進流は、奈良・中川寺の大進が流祖。
古義真言宗の声明は江戸時代にかけて衰微・廃絶した。本相応院流・新相応院流・醍醐流は明治中期ごろまでには廃絶した。現在では、中川大進流を継ぐ智山（ちざん）声明（京都・智積院）、豊山（ぶざん）声明（奈良・長谷寺）、南山進流（なんざんしんりゅう・高野山、京都・古義真言宗寺院）に分別される。

#### 智山声明・豊山声明
- 智山声明・豊山声明（新義真言宗系声明） :真言宗智山派・真言宗豊山派、両派の声明は、もとは、中川大進流に由来する。頼瑜が醍醐の古流を採り入れた。1583年（天正13年）根来寺（和歌山県）が豊臣秀吉に焼き討ちされて衰微すると、智山・豊山の両派は、醍醐の古流をもとにして、一派を形成するに至った。特徴としては、豊山の「論議」・智山の「声明」と称される。

#### 南山進流
- 南山進流（古義真言宗系声明） :大進上人を流祖とし中川寺を本拠地とする中川大進流（大和進流）がもとになった。貞永年間（1232～1233）に高野山蓮華谷・三宝院の勝心が、中川寺の慈業に依頼し、本拠地を高野山に移した。後に高野山の別名、南山を冠して、南山進流と称した。進流・野山進流とも称する。